# Luserfall
Luserfall är ett vattenfall i Österrike. Det ligger i förbundslandet Steiermark, i den centrala delen av landet. Luserfall ligger 960 meter över havet.
Närmaste större samhälle är Schladming, 6,5 km sydväst om Luserfall.
I omgivningarna runt Luserfall växer i huvudsak blandskog.